# Benito Davanzati
Benito Davanzati (Città di Castello, 27 maggio 1936 – Città di Castello, 29 gennaio 2025) è stato un calciatore italiano, di ruolo difensore.
Vanta una presenza in Serie A con la maglia della SPAL contro il Lecco, all'età di 24 anni e 226 giorni, l'8 gennaio 1961 e 2 presenze in Coppa Italia con la casacca del Siena.
Difensore poderoso e atleta di grande fisicità, prediligeva il ruolo di terzino sinistro. Per le sue caratteristiche progressioni in velocità sulla fascia fu soprannominato "Ribot" (nome del cavallo campione di galoppo morto, fra l'altro, lo stesso anno in cui Davanzati si è ritirato dal calcio professionistico).
Nel periodo di permanenza al Pisa, durante una partita giocata in casa del Perugia, si scontrò con Ilario Castagner in un'azione di gioco riportando fratture al cranio e restando per due giorni in coma.
Dopo la carriera sportiva, si ritira nella sua città natale a gestire un'attività commerciale.
Nel 1972 partecipa con la squadra di Città di Castello (che finì prima classificata a pari merito con la tedesca Rodenkirchen), in rappresentanza dell'Italia, alla quinta puntata dell'ottava edizione del programma televisivo Giochi Senza Frontiere, svoltasi a Nizza il 19 luglio.
Davanzati è morto all'età di 88 anni il 29 gennaio 2025.